# Zaldy Ampatuan
Zaldy Uy Ampatuan (* 22. August 1967) ist ein philippinischer Politiker. Er war der Gouverneur der Autonomous Region in Muslim Mindanao (ARMM) von 2005 bis 2009.
Er ist einer der Söhne des Politikers Andal Ampatuan senior und ehemaliger Vorsitzender der Lakas-Christian Muslim Democrats für die Region ARMM.
Er wurde Ende 2009 abgesetzt, als sein Bruder, Andal Ampatuan junior, für das Massaker in Maguindanao verantwortlich gemacht wurde. Als einer der Hauptverdächtigen wurde er verhaftet und saß in Untersuchungshaft; im April 2010 wurde die Klage gegen ihn jedoch fallen gelassen und er zusammen mit seinem Onkel Akmad Ampatuan von der Liste der Verdächtigen gestrichen.